# Toloue-4

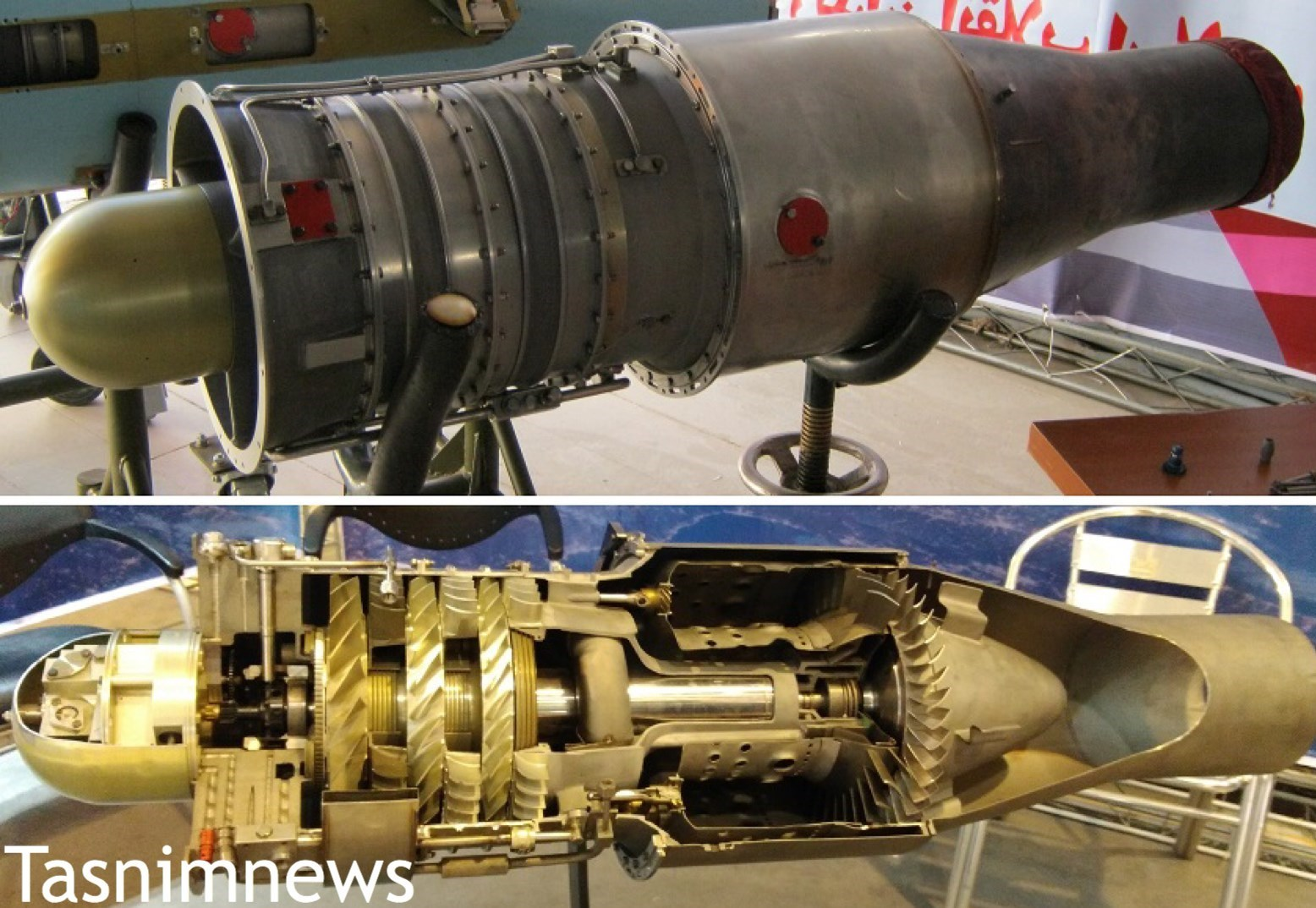
Turboréacteur Toloue 4

Le Toloue-4 (en persan : « طلوع », signifiant « Aurore »), est l'un des premiers turboréacteurs produits localement par l'Iran. Il est fabriqué par SAHA, une des sociétés de l'industrie de la défense de l'Iran.

## Caractéristiques
Ce moteur est en fait une copie du Microturbo TRI 60 français. Il est utilisé par le missile antinavire Noor et dans de petits avions sans pilote.
Il est doté d'un compresseur axial à trois étages et mesure 1,30 m de long pour une masse de 54,7 kg. Il produit une poussée de 3,7 kN à un régime de rotation de 29 500 tr/min. Une version à poussée modulable et d'une durée de vie plus longue, désignée Toloue-5 serait également en cours de développement dans les années 2000.